# Буття 1:2
Буття 1:2 («А земля була пуста та порожня, і темрява була над безоднею, і Дух Божий ширяв над поверхнею води») — другий вірш першого розділу Книги Буття у Біблії, де продовжується історія про створення світу. З лінгвістичної точки зору це може бути як окреме речення, так і частина складного речення Бут. 1:1-2 або Бут. 1:1-3. Поняття «землі», «темряви», «безодні», «Духа Божого», «ширяння» та «води» мають важливий зміст як у юдейських, так і в християнських тлумаченнях.
Первісний стан світу описується тут трьома ключовими поняттями: темрява, водяна безодня (пучина, глибина), пуста і порожня земля. Пізніше у перший день творіння темрява поступається місцем світлу, а в другий і третій день творіння з водної безодні з’являється небо і суходіл, а потім небо, моря і земля населяються живими істотами . Єврейське слово руах може означати і «дух», і «вітер», і «подих», і «дихання». У Бут. 8:1 цим словом позначається надісланий Богом вітер, який протистоїть водяній стихії, а в Бут. 6:3 — життєва сила, яку Бог вдихнув у людину і без якої та помирає. Сучасні переклади Книги Буття пропонують дуже різні розуміння цього місця: «Дух Божий», «подих Божий», «сила Божа», «Божий вітер», «могутній вітер». Імовірно, єврейський текст несе у собі у нерозділеному вигляді увесь цей діапазон значень.
Існує припущення, що між Бут. 1:1 та 1:2 сталася катастрофа (падіння Сатани), тому у 1:2 описується вже стан всесвіту після пошкодження. У такому разі можливий переклад «І земля стала пустою і порожньою…» Однак ця теорія погано обґрунтовується з лінгвістичної точки зору.
Згідно документальної гіпотези автором цього тексту є Жрець (жрецький кодекс).

## Текст
Вірш у масоретському тексті складається з 14 слів:
| WLC: з оголосом     | וְהָאָ֗רֶץ הָיְתָ֥ה תֹ֙הוּ֙ וָבֹ֔הוּ וְחֹ֖שֶׁךְ עַל־פְּנֵ֣י תְהֹ֑ום וְר֣וּחַ אֱלֹהִ֔ים מְרַחֶ֖פֶת עַל־פְּנֵ֥י הַמָּֽיִם׃                                   |
| WLC: без оголосу    | והארץ היתה תהו ובהו וחשך על־פני תהום ורוח אלהים מרחפת על־פני המים׃                                   |
| WLC: транслітерація | Veha'arets hayetah tohu vavohu vechoshech al-peney tehom veruach Elohim merachefet al-peney hamayim. |
| AC                  | ב והארץ היתה תהו ובהו וחשך על פני תהום ורוח אלהים מרחפת על פני המים                                  |

### Лінгвістичний аналіз
Порядок слів у перекладі може бути змінено відповідно до єврейського тексту.
| Стронґ | Іврит | Транскрипція  | Українська (Огієнко) | Англійська (KJB) | Граматика  |
| ------ | ----- | ------------- | -------------------- | ---------------- | ---------- |
| 776    | וְהָאָ֗רֶץ | wə-hā-’ā-reṣ, | А земля              | And the earth    | іменник    |
| 1961   | הָיְתָ֥ה  | hā-yə-ṯāh     | була                 | was              | дієслово   |
| 8414   | תֹ֙הוּ֙   | ṯō-hū         | пуста                | without form     | іменник    |
| 922    | וָבֹ֔הוּ  | wā-ḇō-hū,     | та порожня,          | and void         | іменник    |
| 2822   | וְחֹ֖שֶׁךְ  | wə-ḥō-šeḵ     | і темрява            | and darkness     | іменник    |
| 5921   | עַל־   | ‘al-          | була над             | [was] on         | прийменник |
| 6440   | פְּנֵ֣י   | pə-nê         |                      | the face         | іменник    |
| 8415   | תְה֑וֹם  | ṯə-hō-wm;     | безоднею,            | of the deep      | іменник    |
| 7307   | וְר֣וּחַ  | wə-rū-aḥ      | і Дух                | And the Spirit   | іменник    |
| 430    | אֱלֹהִ֔ים | ’ĕ-lō-hîm,    | Божий                | of God           | іменник    |
| 7363   | מְרַחֶ֖פֶת | mə-ra-ḥe-p̄eṯ  | ширяв                | moved            | дієслово   |
| 5921   | עַל־   | ‘al-          | над                  | on               | прийменник |
| 6440   | פְּנֵ֥י   | pə-nê         | поверхнею            | the face         | іменник    |
| 4325   | הַמָּֽיִם׃ | ham-mā-yim.   | води.                | of the waters    | іменник    |

### Переклади
| Час            | Мова                | Назва видання            | Текст перекладу |
| -------------- | ------------------- | ------------------------ | --- |
| 250-50 до Р.Х. | давньогрецька       | Септуаґінта              | ἡ δὲ γῆ ἦν ἀόρατος καὶ ἀκατασκεύαστος, καὶ σκότος ἐπάνω τῆς ἀβύσσου, καὶ πνεῦμα θεοῦ ἐπεφέρετο ἐπάνω τοῦ ὕδατος.                               |
| бл. 110        | арамейська          | Таргум Онкелоса          | וְאַרְעָא הֲוַת צָדְיָא וְרֵיקַנְיָא וַחֲשׁוֹכָא פָּרַשׂ עַל אַפֵּי תְהוֹמָא וְרוּחָא מִן קֳדָם יְיָ מְנַשְּׁבָא עַל אַפֵּי מַיָּא                                                                |
| 390-405        | латина              | Вульґата                 | terra autem erat inanis et vacua et tenebrae super faciem abyssi et spiritus Dei ferebatur super aquas                                         |
| 1581           | церковнослов'янська | Острозька Біблія         | землѧ же б~ѣ невидима и неоукрашена. и тма верху бездны. и д~хъ б~жїи ношашесѧ верху воды.                                                     |
| 1611           | англійська          | Біблія короля Якова      | And the earth was without form, and void; and darkness was upon the face of the deep. And the Spirit of God moved upon the face of the waters. |
| 1868           | російська           | Синодальний переклад     | Земля же была безвидна и пуста, и тьма над бездною, и Дух Божий носился над водою.                                                             |
| 1903           | українська          | Переклад П.Куліша та ін. | Земля ж була пуста і пустошня, і темрява лежала над безоднею; і дух Божий ширяв понад водами.                                                  |
| 1962           | українська          | Переклад І. Огієнка      | А земля́ була пуста та порожня, і те́мрява була над безоднею, і Дух Божий ширяв над поверхнею води.                                              |
| 1963           | українська          | Переклад І. Хоменка      | Земля ж була пуста й порожня та й темрява була над безоднею, а дух Божий ширяв над водами.                                                     |
| 1997           | українська          | Переклад Р. Турконяка    | Земля ж була без вигляду і невпорядкована і темрява (була) над пропастю, і дух божий носився над водою.                                        |
| 2016           | українська          | Новий переклад УБТ       | Земля ж була порожньою і безжиттєвою; безодню вкривала темрява, а Дух Божий ширяв над поверхнею води..                                         |

## Паралельні місця
Основними паралельними біблійними місцями до цього вірша є: «І посяде його пелікан та їжак, і перебуватимуть в ньому сова та ворона, і над ним Він розтягне мірильного шнура спустошення (тоху) та виска знищення (боху)…» (Ісая 34:11); «Дивлюся на землю, аж ось порожнеча та пустка, і на небо й нема його світла!» (Єремія 4:23); «Бо так промовляє Господь, Творець неба. Він той Бог, що землю вформував та її вчинив, і міцно поставив її; не як порожнечу її створив, на проживання на ній Він її вформував. Я Господь, і нема більше іншого Бога!» (Ісая 45:18); «Як гніздо своє будить орел, як ширяє (рахап) він понад своїми малятами, крила свої простягає, бере їх, та носить їх він на рамені крилатім своїм…» (Повторення Закону 32:11).
Із неканонічних книг: «Твоїй бо руці всемогутній, яка створила світ із безформної маси, не було затяжко наслати на них силу ведмедів або грізних левів…» (Мудрості Соломона 11:18).

### Класичні християнські
Створена Богом земля була «безвидна і порожня» до створення Богом форм усіх речей (Августин Іппонійський). «Темрява» і «безодня» означають відсутність матеріального світла, якому тільки належало стати створеним, а «вода» є ще одним позначенням безформної матерії, впорядкованої Богом (Августин Іппонійський). «Дух над водами» означає Духа Святого (Оріген).

#### Єфрем Сирін (306-373)
Єфрем Сирін у «Тлумаченнях на Книгу Буття» підкреслює, що творіння відбувається через Святого Духа:
|  | Він зігрівав, запліднював та робив здатними родити води, немов птаха, яка з розкритими крилами сидить на яйцях і, під час цього, своєю теплотою зігріває їх та запліднює. |

Також він повторює, що описане є символом хрещення, де Святий Дух, що ширяє над водою, породжує дітей Божих.
Цей фрагмент є важливим у тріадології: Бог-Отець сказав, Бог-Син створив, а Бог-Дух Святий взяв участь у творінні через «ширяння», тобто всі три іпостасі Святої Трійці брали участь у створенні світу.

#### Василій Кесарійський (329-379)
Василій Великий у «Гоміліях на Шестиднев» (2.1) підтримує думку, що тут описується творіння у процесі створення, яке ще не набуло завершеної форми.

#### Амвросій Медіоланський (340-397)
Амвросій, коментуючи початок Книги Буття, наводить паралель із будівничим, який спершу має закласти фундамент, а вже потім поступово збудувати дім, і лише наприкінці додати прикраси. Спершу Бог закладає основу землі та субстанцію неба, які є «наріжними каменями сущого». Він теж погоджується, що земля — це «матерія, або хюле, як кажуть філософи». Рішуче виступає проти припущення, що матерія могла існувати до початку творіння, і критикує всі можливі аргументи на користь цього.
Земля була безвидна («пуста» в укр. перекладі), бо була вкрита водою і, таким чином, її не можна було бачити. Однак не для Бога, а для людини, яка намагається думати про творіння. Земля була невидимою, бо ще не було створене світло. Безвидна, за Амвросієм, також означає неоформлена, бо вона ще не отримала належну форму та образ від Творця.

#### Єронім Стрідонський (347-420)
Єронім у «Трактаті на Псалми» (Пс. 76) говорить, що пітьма над безоднею і Дух Божий, який ширяв над водою, є праобразом хрещення.

#### Августин Іппонійський (354-430)
Августин Аврелій у «Сповіді» (12.12) писав, що у характеристиці землі відображається безформність, щоби люди поступово осягати смисл того, що недоступно для їхньої уяви, яка не може уявити щось, що не має форми. З цієї безформної матерії виникають наші небо і земля, уже оформлені й наповнені всім тим, про що говориться далі в оповіді про творіння світу за шість днів, коли починає відігравати роль час.
Стосовно пітьми у своєму коментарі («Про буквальний зміст Книги Буття, 4») він рішуче полемізує з маніхеями, які вважали, що Бог перебував у пітьмі, доки не створив світло. Августин стверджує, що для християн світло, у якому перебуває Бог, це зовсім не фізичне світло, яке ми можемо бачити і відчувати, і це божественне світло називається «Світло істинне» (Йн. 1:9). В історії про створення світу мова іде про фізичне світло. Темряву Августин характеризує як відсутність світла і пропонує трактувати цю фразу як «Над безоднею не було світла». Первісну позбавлену світла, невидиму і невлаштовану матерію-землю він називає «насінням землі».
Стосовно води Августин пише, що це та частина первісної матерії, яка зазнає дій Творця, і тому називається водою, а не землею, котра сприймається як нерухома. Він припускає, що це та ж сама земля з Бут. 1:1 і початку Бут 1:2, оскільки ніде не говориться про створення якоїсь особливої води.

### Класичні юдейські

#### Раші (1040-1105)
Первісний стан землі Раші описує як «сум’яття та хаос». На його думку, тоху означає подив та глибокий смуток, бо людина дивується і стає сумною від цього первісного хаосу. Коментатор перекладає це слово старофранцузьким astordison, що значить «забуття». Боху у Раші значить порожнечу та безлюдність, як і у таргумі Онкелоса.

#### Ібн Езра (1089—1067)
Згідно Ібн Езри «земля» (ве-ха-арец) є незвичною формою слова, оскільки тут зберігається голосна а в арец, хоча після артикля її бути не повинно. Стосовно «безвидна» (тоху) коментатор заперечує думку свого попередника Саадії Гаона, що слово походить від техом (безодня), а також інші наявні в той час тлумачення, і відстоює значення «пустота», посилаючись на арамейський переклад Онкелоса. На думку Ібн Езри сенс цього вірша у тому, що до початку створення небозводу та суходолу на землі ніхто не жив, бо вона була вкрита водою. Він також наполягає, що тут говориться не про світ ангелів, а про «світ становлення і знищення», обґрунтовуючи це вживанням частки ве-, і вважає, що тут, як і в Бут. 1:1, мова іде про землю як суходіл.
«Дух Божий» Ібн Езра розуміє як пов’язаний із Богом вітер, який є Божим посланцем та виконавцем Божої волі щодо осушення землі. «Ширяв» (мерахефет) він трактує як «дув зверху на воду» і вказує на паралель із Повт. 32:11 («носився над пташенятами своїми»). Щодо «води» (маім) коментатор вказує, що це слово вживається тільки у множині, і може бути як чоловічого, так і жіночого роду.

#### Рамбан (1194-1270)
Моше бен Нахман дотримується відмінної від Ібн Езри традиції тлумачення «неба» і «землі» з Бут. 1:1, яка згодом стала основною, як в юдейській, так і в класичній християнській традиції. Рамбан розуміє їх як первісну духовну матерію (небо) і фізичну матерію (земля), які було створено з нічого і з яких потім творилося все інше:
|  | Все, що існує під сонцем і над ним, не було створено одразу з нічого. З повного й абсолютного нічого Всевишній вийняв тонку речовину, безтілесну, але зі здатністю до втілення, що готове оформитися й із потенційності перейти в реальність. Цю первісну речовину греки називають хюле (матерія). Після хюле Бог нічого не творив, а формував та будував із нього, із цього хюле… Знай же, що небеса і все, що в них, складаються з однієї речовини, а земля і все, що в ній, складається з іншої речовини. Святий, благословенний Він, створив ці дві речовини із нічого. Тільки вони були створені з нічого, а решта — зроблено з них. |

За Рамбаном тоху (пуста) є вказівкою саме на цю матерію. Імовірно, що в його часи слово вже було малозрозуміле, тому він пояснює його походження від слова бетохей («обдумувати») у тому сенсі, що доводиться довго думати, аби дати назву цій матерії, яка не має жодної форми. Боху (порожня) натомість є вказівкою на форму, якої набуває первісна матерія. Рамбан також наводить паралель з Іс. 34:11 — «і протягнуть по ній вирву розорення (тоху) і камені нищення (боху)», де тоху, на його думку, значить шнур, яким ремісник позначає план своєї будівлі, те, що збирається робити, а боху означає камені як форми в будівлі, які ще ні в що не оформлені.

#### Сфорно (1475-1550)
За Сфорно створена земля була складною річчю, яка складалася з первісної матерії тоху та первісної форми боху. Не існувало нічого, що би відповідало первісній матерії, окрім єдиної форми, яка була первісною для всіх форм складних речей. Первісна матерія є створеною і називається тоху, бо її буття можливе лише стосовно себе, це річ, яка існує лише потенційно, а не актуально. Він наводить 1 Цар. 12:21 «бо вони — ніщо (тоху)» як підтвердження своєї думки. Первісна форма боху актуально існує лише в тоху. На думку Сфорно, первісна форма не була незмінною певний час, а одразу втілилася у змінні форми першоелементів.
Темрява у Сфорно — це темний ефір, який було виділено із первісної складної речі, який перебував над безоднею, над двома також виділеними із первісної складної речі нижчими началами, що оточували один одного.
Дух Божий — це джерело руху у цьому первісному стані світу, яке надавало руху темному ефіру над поверхнею води, що вкривала землю. Завдяки цьому руху з’явилося тепло і вогонь.

### Сучасні християнські та академічні

#### Віктор Гамільтон (нар. 1941)
Американський біблеїст Віктор Гамільтон у своєму «Коментарі на Книгу Буття» (1990) зауважує, що семітське походження боху лишається нез’ясованим, а от тоху точно має семітське походження, бо зафіксовано угаритське слово thw («пустеля»). Оскільки обидва слова є іменниками, то він пропонує перекладати їх як «пустеля і пустка» (a desert and a wasteland). Боху зустрічається у Старому Заповіті тричі, і всі рази разом із тоху. Тоху зустрічається 20 разів.
Гамільтон згадує паралелі з «Енума еліш» і сучасні припущення, що водяна безодня (техом) є семітською версією вавилонського божества Тіамат, тобто це може бути власне ім'я, однак говорить, що достатньо переконливих доказів цього немає. По-перше, багато древніх народів вірили, що порядок світу повстав з первісної водяної маси (єгипетський бог Ну, грецький філософ Фалес). По-друге, функція безодні у Книзі Буття і функція Тіамат в «Енума еліш» настільки різні, що говорити можна лише про якісь суто лінгвістичні зв’язки. Однак вони є й з угаритським словом thm (множина thmt), що значить «глибина, глибини» і зі ще більш раннім еблаїтським ti-ʾa-matum (океанська безодня).
Мерахепет за Гамільтоном має означати «прибирав» або «збурював», також можливий переклад «захищав», оскільки є схоже угаритське слово із таким значенням, яке, до того ж, дуже часто вживається з орлами, а основна паралель до цього місця це Повт. 32:11, де мова йде якраз про орла. Дослідник жорстко критикує спроби перекладати Елохім як «могутній» (коли замість «Дух Божий» з'являється переклад «могутній вітер»). Хоча Елохім і міг бути прикметником, але у Старому Заповіті це зустрічається украй рідко, та ще й у всіх місцях може означати також прикметник «Божий». До того ж тоді виникає плутанина у перших рядках Буття, де Елохім вживається також явно на позначення Бога, і переписувачам не було жодного резону лишати цю плутанину, а не замінити її цілком аналогічними фразами про сильний вітер, які зустрічаються в інших місцях Біблії. Гамільтон докладно розглядає різні варіанти перекладу руах, але зупиняється на тому, що базовим значенням слова є подих,  а вже дух чи вітер є залежними від контексту відтінками значень. Значення вітру присутнє лише там, де дія має негативне забарвлення. Якщо дія позитивна, то присутнє значення «дух». На «дух» також вказує те, що слово «ширяв» поєднується не з вітром, а з птахами, як у Біблії, так і в угаритських текстах.
Гамільтон згадує так звану «gap theory», яка полягає в тому, що Бут. 1:1 описує первинний акт творіння, яке було досконалим, потім у тексті іде прогалина, під час якоїсь сталася якась катастрофа (наприклад, падіння Сатани), тож в Бут. 1:2 мова йде вже про стан світу після цієї катастрофи. І тоді Бог починає друге творіння, долаючи наслідки катастрофи. Він наводить лінгвістичну критику цієї теорії.

#### Джон Волтон (нар. 1952)
Американський протестантський біблеїст Джон Волтон у своїй книзі «Втрачений світ Буття 1» (2009) теж спирається передовсім на лінгвістичний аналіз, у результаті якого він приходить до висновку, що тоху слід перекладати радше як «непродуктивна, нефункціональна», аніж як «безформна, невлаштована» чи «пуста». На його думку значення тоху ніяк не стосується матеріальної форми. Його думки частково продовжують традицію розуміння перших віршів Буття як створення нефункціонального потенціалу, якому лише згодом у перші три дні творіння надається певний функціонал, а в останні три дні творіння створюються ще й «функціонери».